# 孵化园站
孵化园站位于中華人民共和國四川省成都市高新区交子南一路锦城大道交叉口至天府大道锦城大道交叉口，是成都地铁1号线、9号线和18号线的地铁换乘站，1号线于2010年9月27日启用，18号线于2020年9月27日启用，9号线于2020年12月18日启用。

## 车站结构
孵化园站1号线部分位于拉·德方斯大厦下方，沿交子南一路南北方向布置，站厅位于地下一层，站台位于地下二层；9号线部分沿锦城大道东西向布置，站厅位于地下二层，站台位于地下三层；18号线部分沿天府大道南北方向布置，站厅位于地下二层，站台位于地下四层。9号线部分两端分别与1号线北端和18号线南端连接。
1号线站台是成都地铁唯一的间隔侧式站台。
|                   |  | 1号线往韦家碾（金融城）           |
| 側式 · 開左邊车门 |  |                                   |
|                   |  | 1号线往科学城或五根松（锦城广场） |
| 側式 · 開右邊车门 |  |                                   |

|                     |  | 9号线往黄田坝（锦城大道） |
| 島式 · 開左邊车门 · |  |                           |
|                     |  | 9号线往金融城东（心岛）   |

|                     |  | 18号线往火车南站（火车南站）     |
| 島式 · 開左邊车门 · |  |                                  |
|                     |  | 18号线往天府机场北（锦城广场东） |

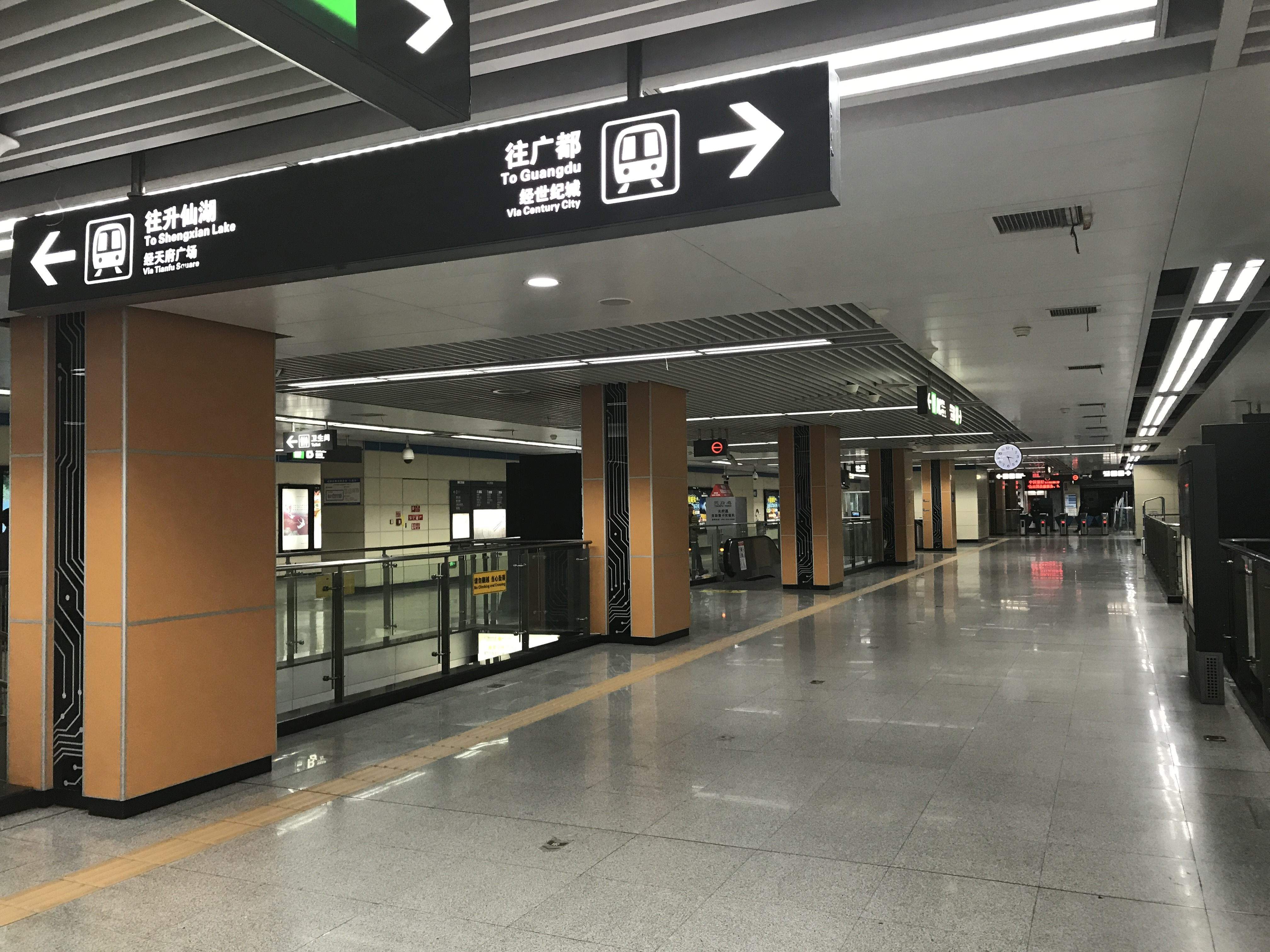
站厅层
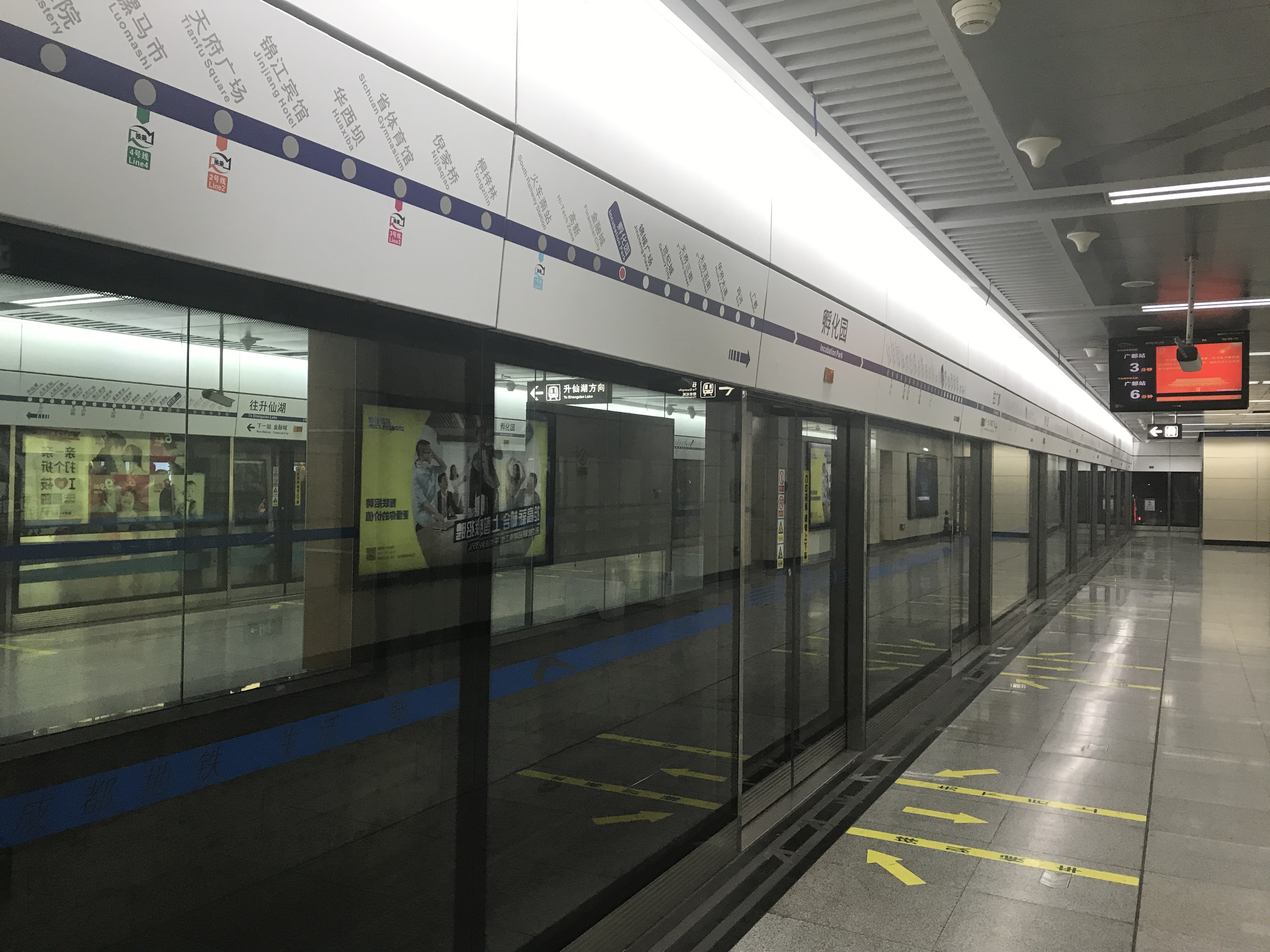
1号线站台层的间隔侧式站台（透过玻璃可见另一侧平行的侧式站台）
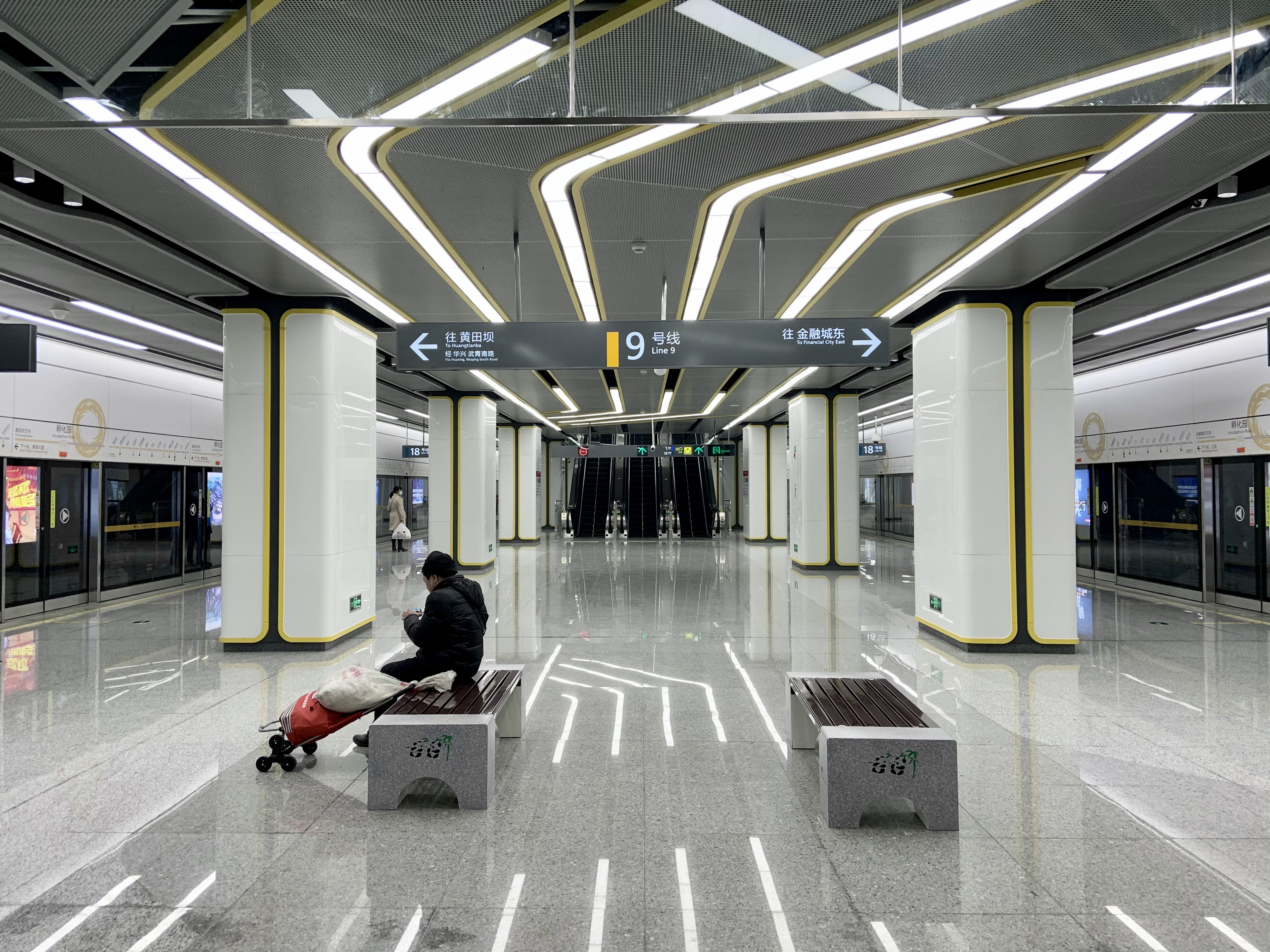
9号线站台
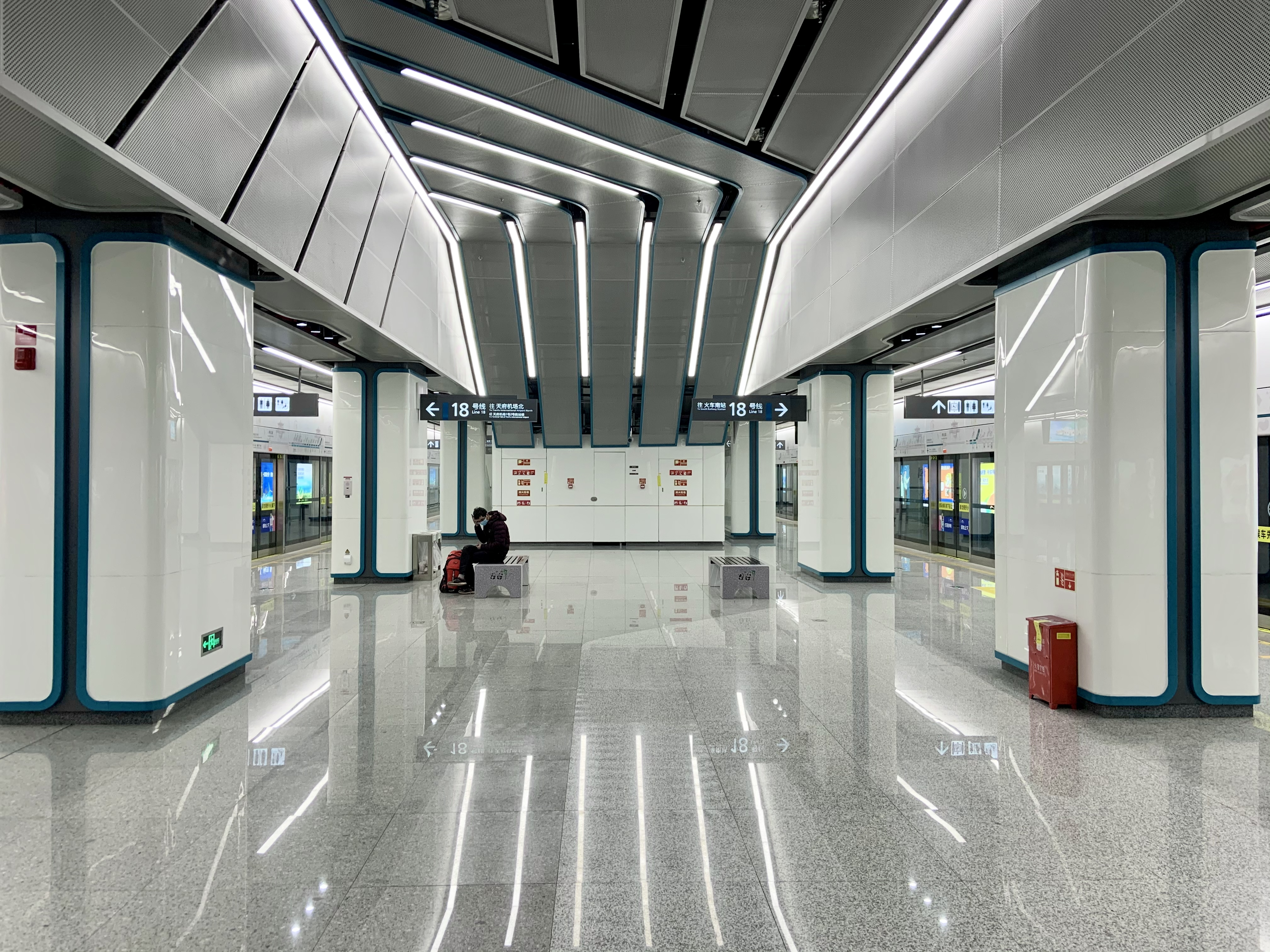
18号线站台
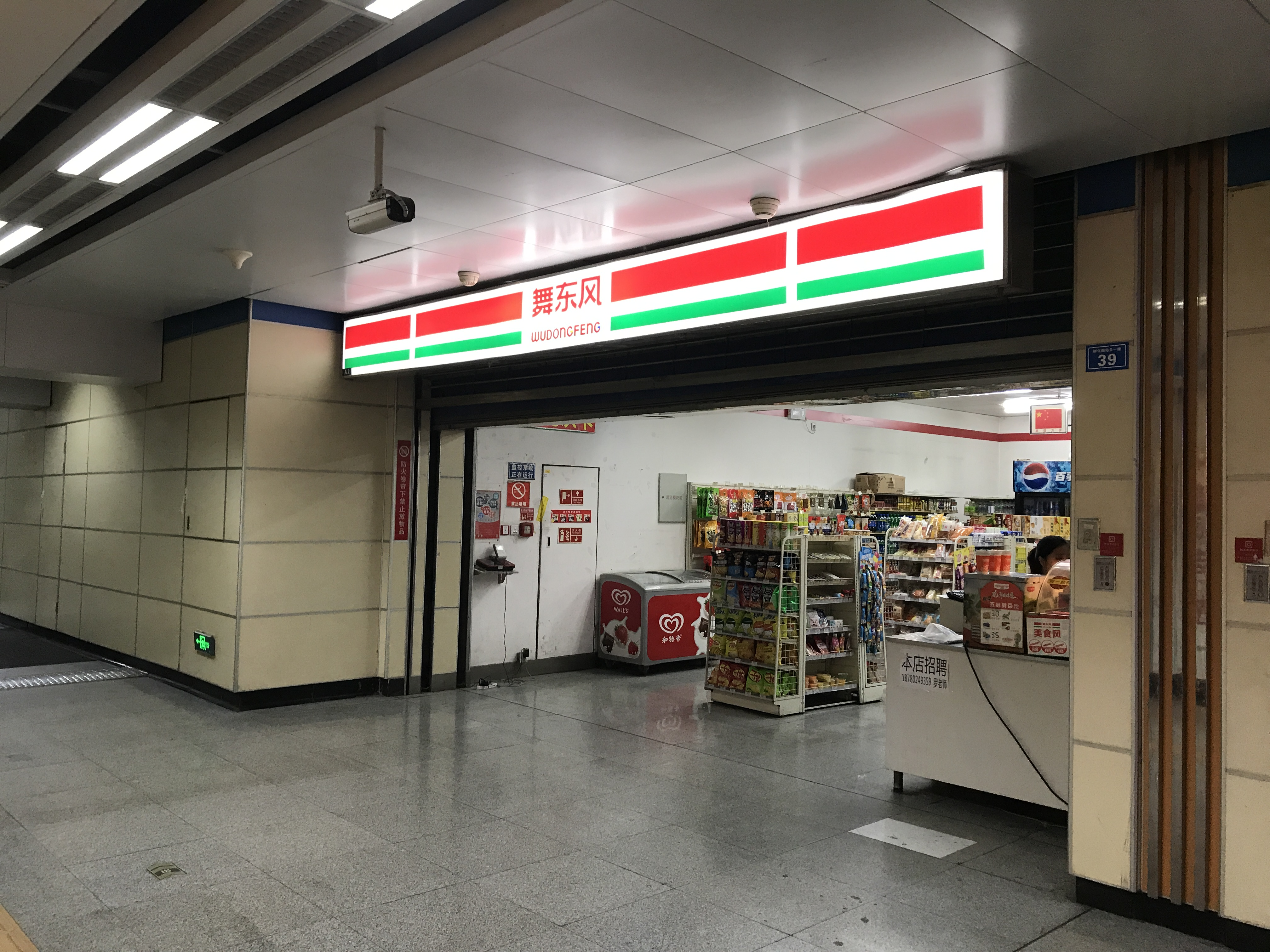
站内商店
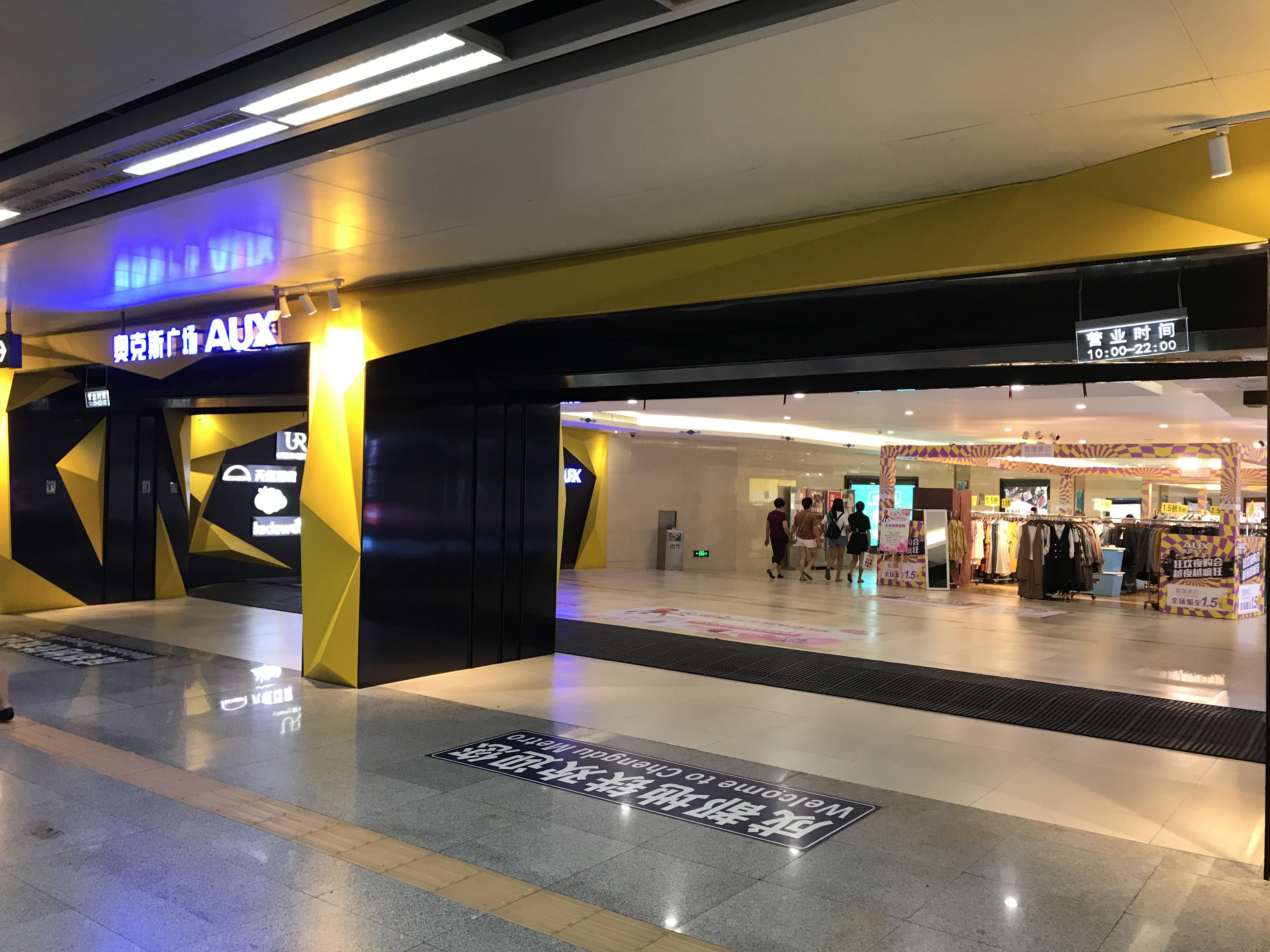
连接成都奥克斯广场的通道

## 内装与公共艺术
作为地铁1号线一期17个车站中最先完成装修的站点，孵化园站的设计思路源自孵化园这个以信息安全、数字娱乐、网络教育等为核心的西部软件园，装修借用电路板的局部形态体现高科技的主题。整个站厅采用米白色，体现出现代、简洁、时尚的风格。

## 出入口
本站目前开放11个出入口，1号线站厅设有与拉·德芳斯大厦的连通口，A出口附近设有与成都锦城万达广场的连通口。1号线站厅将增设D出口，目前已经完工，但没有开放。
|                       |                     |                                                                                              |      |
|                       |                     |                                                                                              |      |
|                       |                     |                                                                                              |      |
| 编号                  | 设施                | 指示                                                                                         | 照片 |
| 连通 1号线站厅        |                     |                                                                                              |      |
|                       | 无障碍卫生间        | 交子南一路、锦城大道、蜀锦路                                                                 |      |
| 出口 · B              | 无障碍电梯          | 锦城大道、成都高新孵化园、中国进出口银行                                                     |      |
| 出口 · C              |                     | 锦城大道、交子南一路、金融城南路、成都市市级机关第三办公区、成都市市级机关第四办公区         |      |
| 连通 9号线 18号线站厅 |                     |                                                                                              |      |
| 出口 · E · 1          | 无障碍卫生间 哺乳室 | 天府大道、锦城大道、锦悦西路、成都高新孵化园                                                 |      |
| 出口 · E · 2          | 无障碍卫生间 哺乳室 | 天府大道、锦城大道、五粮液金融城演艺中心                                                     |      |
| 出口 · F              | 无障碍卫生间 哺乳室 | 天府大道北段、锦城大道                                                                       |      |
| 出口 · G              | 无障碍电梯          | 天府大道北段、锦尚东路、名都路、交子公园                                                     |      |
| 出口 · H              |                     | 天府大道北段、蜀锦路、金融城南路、锦尚西一路、成都市市级机关第四办公区                       |      |
| 出口 · J              |                     | 天府大道北段、锦城大道                                                                       |      |
| 出口 · K              | 无障碍电梯          | 锦城大道、金融城南路                                                                         |      |
| 出口 · L              |                     | 锦城大道、金融城南路、蜀锦路、锦尚西一路、成都市市级机关第三办公区、成都市市级机关第四办公区 |      |

## 公交换乘
84路、118路、188路、220路、501路、机场专线4号线等。

## 争议
孵化园站的英文名“Incubation Park”因可直译为“母鸡孵蛋的地方”，曾一度引起争议。
由于孵化园站出口信息指示牌缺乏对地标建筑的指示，且长期没有更新，导致出站乘客产生困惑。

## 历史
- 2010年9月27日，1号线开通，车站启用。
- 2020年9月27日，18号线开通。
- 2020年12月18日，9号线开通。
- 2021年6月27日，18号线开行快线，本站上一站为火车南站，下一站为海昌路。
- 2023年6月1日，18号线取消快线，本站不再停靠快车。